# 帰ってきた手裏剣戦隊ニンニンジャー ニンニンガールズVSボーイズ FINAL WARS
『帰ってきた手裏剣戦隊ニンニンジャー ニンニンガールズVSボーイズ FINAL WARS』（かえってきたしゅりけんせんたいニンニンジャー ニンニンガールズバーサスボーイズ ファイナルウォーズ）は、2016年6月22日にリリースされた東映制作のオリジナルビデオ作品である。

## 概要
スーパー戦隊Vシネマ「帰ってきたシリーズ」の第6作目。2015年放送の特撮テレビドラマ『手裏剣戦隊ニンニンジャー』の特別編に相当する作品であり、テレビシリーズ最終回から2年後を描いたオリジナルストーリーが展開される。本編時間は55分。
伊賀崎天晴と風花兄妹の母である桜子が初登場するほか、オリジナルキャラクターとしてテレビシリーズにて十六夜九衛門役を演じた声優の潘めぐみが演じる、九重ルナ/ミドニンジャーが登場する。ストーリーは、伊賀崎風花/シロニンジャーと百地霞/モモニンジャーが中心となっており、テレビシリーズでは実現しなかったWヒロイン編となっている。また、有明の方役の三石琴乃は声だけではなく、人間態としても顔出し出演している。
テレビシリーズのメインライターであり本作品の脚本も担当した下山健人は、桜子の登場はテレビシリーズで検討されていたが、諸事情により実現しなかったため本作品に取り入れたと述べている。桜子役の中山忍は、監督の竹本昇がファンであったことから起用された。なお、新規の敵キャラクターは登場しない。
シロニンジャーの変化として『忍者戦隊カクレンジャー』のニンジャホワイトと『忍風戦隊ハリケンジャー』のハリケンブルーが登場する。さらにニンニンジャー初という触れ込みで、プリキュアシリーズにも参加したスタッフによる、2Dアニメーションパートが挿入される。
一部のシーンではニンニンジャーの変身前の俳優が変身後のスーツアクターを務めた。また冒頭での天晴らの登場シーンや終盤でのニンニンジャーの変身シーンなど、テレビシリーズ第1話を踏襲した演出も多用された。
映像ソフトは従来同様の通常版・超全集版のほか、玩具「ミドニンジャーシュリケン」が付属した超全集&忍シュリケン版も発売される。

## ストーリー
牙鬼軍団との決戦から2年後、ニンニンジャーメンバーは好天の三回忌を迎えたのを機に再び伊賀崎忍術道場に集合する。そこへ突如現れた牙鬼軍団の残党を相手にそれぞれの修行の成果を見せ合うように倒していく天晴らニンニンジャーたち。しかし中でも風花と霞は単身でガシャドクロを倒すまでに成長していた。
そこに現れた天晴・風花兄妹の母・桜子が、風花と霞をアイドルユニット・ニンニンガールズとしてプロデュースしていることが明らかになり、さらに桜子は「ガールズ」側に新メンバー・九重ルナを加え、天晴たち男子メンバー4人はニンニンボーイズとしてそのニンニンガールズと伊賀崎流の名を賭けてのアイドルバトルをさせられる羽目になる。
時を同じくして、執念の復活を遂げた有明の方が、息子の萬月の復活およびニンニンジャーの仲間割れを狙って暗躍を始めるのだった。さらに弓張重三も復活する。

## 登場人物
伊賀崎 桜子（）
伊賀崎兄妹の母で旋風の妻。好天の娘および八雲・凪・霞の伯母（叔母）でもある。天晴以上に忍者好きで、忍者の家系だった旋風と結婚した。しかし旋風が忍法を使えないことを知ると、忍者プロデューサーとして世界を飛び回っていた。
風花と霞をアイドルユニット「ニンニンガールズ」としてデビューさせたのも彼女であり、「ニンニンガールズ」の世界進出に先駆け、伊賀崎流と忍具の使用を掛けた勝負を天晴たち男性陣4人（ユニット名「ニンニンボーイズ」）に挑む。その際に「ニンニンガールズ」の追加メンバーとしてルナを加えたが、この行動を有明の方に利用されてしまう。
口癖は「燃えるでしょー!」。
九重 ルナ（）
桜子が忍者養成所で出会った女性。「ニンニンガールズ」に追加メンバーのニンニングリーンとして参加した。ニンニングリーンとしての名乗りフレーズは「緑のアイドル・オブ・アイドル!」。得意技はシュリケン忍法奥義・十字砲火の術。
好天が九衛門のために用意した忍シュリケンがミドニンジャーシュリケンに変化したことに加え、太刀筋や忍法も九衛門に酷似しているなど不審な点も多く見られたが、それはこの世に未練を残した九衛門の魂が彼女に憑依していたためだった。
- 衣裳はテレビシリーズでの九衛門の人間時代の衣裳を改造したもの。また初登場時の決めポーズは、演じた潘めぐみがテレビアニメ『ハピネスチャージプリキュア!』にて担当したキュアプリンセスの名乗り時の決めポーズを参考にしている。

ミドニンジャー
九重ルナが変身する戦士。名乗りフレーズは「たぎる十六夜!」。
マスクはアカニンジャー、スーツはシロやモモと同型。またベルトには忍シュリケン用のアタッチメントがない。忍者一番刀を武器とする。

## ニンニンジャーの戦力
忍シュリケン（）
変化忍シュリケン（）
ミドニンジャーシュリケン
伊賀崎好天が九衛門のために用意した忍シュリケンが変化した変化忍シュリケン。コアにはミドニンジャーがデザインされており、左下には「緑」の文字が書かれている。そのコアにブレードを装着することで「ミドニンジャーシュリケン」の音声が鳴る。ブレードのデザインはアカニンジャーシュリケンに準じたものとなっている。
九衛門用の忍シュリケンは伊賀崎家の神棚に安置されていたが、これを桜子が勝手に持ち出しルナに与えていた。ルナの忍タリティによってブランク状態から変化した。
技忍シュリケン（）
衣装一新忍シュリケン（）
風花と霞が使用した忍シュリケン。コアに書かれている文字は「衣」。超シュリケン忍法・衣装一新の術はイメージ通りの衣装に衣替え出来るという効果を有しており、風花がニンニンホワイト、霞がニンニンピンクになる際に使用した。

個人技
イケイケドンドン斬り
アカニンジャーの新技。空中で回転し相手を両断する。
ブルースネークカモンの術
アオニンジャーのマジカル忍法。水の大蛇を生み出し、相手を拘束する。
ドラゴンチェンジの術
アオニンジャーのマジカルシュリケン忍法。青いドラゴンに変化する。
瞬殺斬
キニンジャーのハイスピード忍法。超高速で相手を斬る。
スーパー黄忍斬
3人に分身したキニンジャーが一斉に斬りかかる。
三位一体 レジェンド忍烈斬
シロニンジャーが分身であるニンジャホワイトとハリケンブルーとともに斬りかかる。
三烈斬
3人に分身した霞（ニンニンピンク）が刀で放つ合体波動。
くるくる投げ縄の術
スターニンジャーのカウボーイ忍法。スターソードガンからロープ状のビームを発生させて相手を絡め取る。
旋風斬り
アカニンジャー（旋風）の術。竜巻の術で巻き上げた相手を斬りつける。
風雷業火の術
ミドニンジャーの忍法。雷を帯びた炎の龍を放つ。
超絶十字砲火の術
ミドニンジャーの奥義。手裏剣状の発光体を放ち、相手を撃ち抜く。
合体技
ペア忍烈斬
アオニンジャーとモモニンジャーの同時攻撃。
新シュリケン忍法奥義 一斉衝撃爆裂斬
7人で一斉に斬りかかる。

## キャスト
- 伊賀崎天晴 / アカニンジャー - 西川俊介[3]
- 加藤・クラウド・八雲 / アオニンジャー - 松本岳[3]
- 松尾凪 / キニンジャー[注釈 8] - 中村嘉惟人[3]
- 伊賀崎風花 / シロニンジャー - 矢野優花[3]
- 百地霞 / モモニンジャー - 山谷花純[3]
- キンジ・タキガワ / スターニンジャー - 多和田秀弥[3]
- 九重ルナ / ミドニンジャー - 潘めぐみ[3]
- 伊賀崎旋風 - 矢柴俊博
- 伊賀崎桜子 - 中山忍[3]
- 有明の方[21] - 三石琴乃

### 声の出演
- 牙鬼萬月[21] - 置鮎龍太郎
- 弓張重三[21] - 東地宏樹
- 各種アイテム音声[21]、ナレーション - 垂木勉

### スーツアクター
- アカニンジャー[8] - 浅井宏輔
- アオニンジャー[22] - 中田裕士
- キニンジャー[23] - 竹内康博
- シロニンジャー[24] - 五味涼子
- 野川瑞穂
- スターニンジャー[25] - 高田将司
- 日下秀昭
- ミドニンジャー[出典 1]、十六夜九衛門[8][27] - 蜂須賀祐一
- アカニンジャー（旋風）[8] - 大林勝
- 田中宏幸
- 有明の方[28]、ハリケンブルー[28] - 藤田慧
- 岡元次郎
- アカニンジャー[29][30]、アオニンジャー[31] - 藤井祐伍
- アオニンジャー[32] - 寺本翔悟
- 神尾直子
- 喜多川2tom
- 渡辺実
- 村岡弘之
- 渡邉昌宏
- 縄田雄哉
- ミドニンジャー（代役）[27] - 内川仁朗
- 井口尚哉
- 東慶介
- 寒川祥吾
- 宮川連
- 鍜治洸太朗
- 坂内大雅
- こしげなみへい
- 三枝達也
- 佐藤幹
- 林潔
- 渡辺諒
- 影山大輝
- 北島一寿
- 佐伯啓
- 稲野純也
- 霜田元
- 山口真弥
- 上平田結花
- 前川孟論
- 小森拓真
- 齋藤謙也
- 藍田将太
- 松本直也
- 草野伸介
- 弓張重三[33] - 清家利一

## スタッフ
- 原作 - 八手三郎
- 脚本 - 下山健人[34]
- 音楽 - 山下康介
- 撮影 - 大沢信吾
- 計測 - 岩崎智之
  - 撮影助手 - 森田曜、根来佑子、岸宗洋
- 照明 - 本田純一
  - 照明助手 - 米丸幸久、大場智史、石原充
- 美術 - 大谷和正
- 録音 - 中前哲夫
  - 録音助手 - 辻克己
- 編集 - 柳澤和子
- スクリプター - 森みどり
- 助監督 - 葉山康一郎、光平哲也、石黒裕章
- 製作担当 - 喜多智彦
- 進行主任 - 田中耕作
- 進行助手 - 永井大裕
- ラインプロデューサー - 青柳夕子
- ラインプロデューサー補 - 佐々木幸司
- 制作デスク - 辻絵里子
- 広報AP - 上浦侑奈
- AP - 菅野あゆみ、久慈麗人
- 宣伝 - 麻和祥多、斎藤貴晴（東映ビデオ）
- 委員会スタッフ
  - 東映ビデオ - 安村基、大澤保夫
  - テレビ朝日 - 梶淳、水高愛
  - 東映エージエンシー - 竹内淳裕、川上修弘
- アニメーションパート
  - 絵コンテ - 竹本昇
  - 演出 - 唐澤和也
  - キャラクターデザイン・作画監督 - 小松こずえ
  - 原画 - 香川久
  - 動画 - 富田美穂子、中村忍、守本優子、小谷瞳、下平夕子、水口貴善、井上寛子
  - 仕上 - 井浦祥子、村本織子、利根川友紀、佐藤恭子、福田友理恵、相澤里佳、安藤佳奈恵
  - 色彩設計 - 森綾
  - 撮影 - 旭プロダクション、武井夏樹
  - 制作進行 - 及川泰史
  - 仕上進行 - 黒木耕次郎
  - アニメーション製作 - 東映アニメーション
- エグゼクティブ・プロデューサー - 加藤和夫（東映ビデオ）、佐々木基（テレビ朝日）
- プロデューサー - 中野剛（東映ビデオ）、井上千尋（テレビ朝日）、武部直美、柴田宏明（東映）、矢田晃一、深田明宏（東映エージエンシー）
- アクション監督 - 清家利一（ジャパンアクションエンタープライズ）
- 監督 - 竹本昇[34]
- 制作 - テレビ朝日、東映、東映ビデオ、東映エージエンシー

## 音楽
主題歌「なんじゃモンじゃ!ニンジャ祭り!」
作詞・作曲：奥田もとい / 編曲：Funta7 / 歌：伊勢大貴 / 振り付け：ラッキィ池田
挿入歌
「さぁ行け!ニンニンジャー!」
作詞：及川眠子 / 作曲・編曲：佐藤晃 / 歌：大西洋平
「ほの風あした花」
作詞：藤林聖子 / 作曲：小野貴光 / 編曲：宮崎誠 / 歌：伊賀崎風花（CV：矢野優花）